# Smith-számok
A Smith-számok azon különleges összetett számok, melyeknél a számjegyek összege (adott számrendszerben, alapértelmezés szerint a 10-esben) megegyezik a szám prímosztóiban lévő számjegyek összegével.

## Felfedezése
A Lehigh-i egyetemen dolgozó Albert Wilansky 1982-ben észrevette, hogy sógorának, H. Smithnek a telefonszáma különleges tulajdonsággal rendelkezik: a számjegyek összege megegyezik a szám prímosztóiban lévő számjegyek összegével.
Smith telefonszáma 493-7775 volt, és ez a következő módon írható fel prímtényezők szorzataként: 493-7775 = 3 x 5 x 5 x 65837
Az eredeti telefonszám összege: (4 + 9 + 3 + 7 + 7 + 7 +5)=42; a prímtényezők számjegyeinek összege: (3 + 5 + 5 + 6 + 5 + 8 + 3 +7), mely szintén = 42
Ezt a különleges tulajdonságot nem sorolták a számelmélet nagy felfedezései közé, de ennek ellenére leközölte a Two-Year College Mathematics Journal .

## Példák
Az első 50 Smith-szám:
4, 22, 27, 58, 85, 94, 121, 166, 202, 265, 274, 319, 346, 355, 378, 382, 391, 438, 454, 483, 517, 526, 535, 562, 576, 588, 627, 634, 636, 645, 648, 654, 663, 666, 690, 706, 728, 729, 762, 778, 825, 852, 861, 895, 913, 915, 922, 958, 985, 1086 … (A006753 sorozat az OEIS-ben)

## Smith-számok elmélete
A Smith-szám felfedezése után a legtöbb matematikus egyetértett abban, hogy ez a felfedezés csak egy ügyes trükk, és semmire sem használható.
Egy év sem telt el, és a Puerto Ricó-i egyetem két kutatója (Sham Oltikar és Keith Wayland) három tételt bizonyítottak a Smith-számok segítségével, és miután ismertebb összefüggésekhez kapcsolták őket, egy csapásra felértékelődött a jelentőségük.
Oltikar és Wayland felismerték, hogy a Smith-számok könnyűszerrel előállíthatók prím repunitok (repeated unit = ismételt egység) segítségével, azaz olyan prímszámok révén, melyek ugyanabból a számjegyből épülnek fel, mint a 11 és az 1 111 111 111 111 111 111.
A Puerto Ricó-i matematikusok bebizonyították, hogy mindig Smith-számot kapunk, ha egy 11-nél nagyobb prím repunitot megszorzunk 3304-gyel.
Ennél is lényegesebb, hogy szerintük minden egyesekből és nullákból felépülő prímszámnak létezik olyan többszöröse, ami Smith-szám.
Azt hamarosan kimutatták, hogy a Smith-számok végtelen sokan vannak, de a Smith-számok előállításra szolgáló általános képletet még nem tudták bizonyítani.